# Hydroeciodes macgregori
Hydroeciodes macgregori là một loài bướm đêm trong họ Noctuidae.